# Chibi-Robo!
Chibi-Robo! (ちびロボ！, lit. "Mini-Robô!"), abreviação de Chibi-Robo! Plug Into Adventure!, é um jogo eletrônico de plataforma e aventura desenvolvido pela Skip Ltd. em colaboração com a Nintendo e publicado pela mesma para o Nintendo GameCube. O jogo foi lançado no Japão em 23 de junho de 2005, na América do Norte em 6 de fevereiro de 2006, e em 26 de maio de 2006 na Europa. Chibi-Robo! põe o jogador no papel de um personagem epônimo, um robô de 10 centímetros de altura pertencente a família Sanderson. A jogabilidade gira em torno de andar pela casa e coletar "Happy Points", "Pontos de Felicidade". Esses pontos são acumulados ao completar várias tarefas domésticas para ajudar a solucionar os dilemas da família Sanderson e os numerosos brinquedos vivos que habitam a casa. Toda ação do protagonista consome energia, requirindo que o jogador recarregue usando as tomadas elétricas da casa.

## Jogabilidade
Em Chibi-Robo!, O jogador assume o controle de um pequeno-robô que realiza todas as tarefas ingratas na casa de uma família de três pessoas: os Sanderson. O jogo tem lugar em uma casa estilo anos 60. O objetivo do jogo é obter o primeiro lugar no ranking de Chibi-Robo, combinando os pontos de felicidade como as tarefas (tarefas domésticas e os serviços prestados aos brinquedos das casas - que são conduzidas na ausência dos humanos como os personagens de Toy Story). No início da manhã,ou logo à noite, Chibi-Robo começa sua missão a partir da Chibi-House, onde ele vive. Pode recarregar as suas baterias para o sector, salve o jogo e conecta ao Chibi-PC, que lhe permite comprar upgrades e bônus para ajudar no seu trabalho. Além de sua principal missão, Chibi-Robo irá precisar manter a casa que se torna progressivamente suja: vestígios do cão, situada acerca de papel, folhas ... Assim, ele irá ganhar pontos de felicidade, a meta é coletar 1 milhão para chegar ao topo do ranking.
A bateria de Chibi-Robo é executada gradualmente. O jogador deve acompanhar a bitola e encontrar uma tomada para que Chibi-Robo não perca a consciência. Se isso acontecer, Chibi-Robo retorna à Chibi-House e perde metade do dinheiro arrecadado.
Existe uma grande variedade de ferramentas para explorar e acumular outros pontos de felicidade. Um deles é o que permite Chibi-Robo de voar para áreas fora de alcance. Chibi-Robo também pode obter o Chibi-radar, mais fácil de encontrar objetos escondidos. Chibi-Robo também pode empregar objetos úteis, tais como escova de dente, o copo ou colher.
Chibi-Robo também pode assumir diferentes trajes que conferem uma habilidade especial para cada tarefa.